# Felsritzungen von Søbstad
Die Felsritzungen von Søbstad (oder Søfstad) befinden sich auf dem Søfstadklubben einem Felsvorsprung im Norden der Insel Averøya in der Kommune Averøy im norwegischen Fylke Møre og Romsdal. 
Während der Steinzeit war Søbstadklubben eine Insel und die Ritzungen befanden sich in Wassernähe. Durch die Postglaziale Landhebung befinden sich die Ritzungen heute 12,5 bis 16,0 m über dem Meeresspiegel. Dadurch kann man das Alter der Felsritzungen auf etwa 6000 Jahre bestimmen. Die Schöpfer der Petroglyphen waren Jäger, Sammler und Fischer.

Lage von Averøy

## Petroglyphen
Das Ritzungenfeld wurde vor 30 Jahren entdeckt. Die Archäologen glauben, dass einige Ritzungen auf Averøya zu den ältesten im Fylke gehören. Viele der 17 Bilder stellen Boote, Vögel und Wale dar. Die Walmotive sind die bekanntesten.
1992 wurde auf Averøya ein neues Feld mit Felsritzungen entdeckt. Die Ritzungen auf Røsandberget sind schwer zu finden. Nur unter besonderen Lichtverhältnissen ist es möglich, die Figuren zu erkennen, die sowohl Land- als auch Meeressäuger zeigen. Die Felszeichnungen auf Røsandberget sind über einen längeren Zeitraum entstanden. Einige sind älter, andere zeitgenössisch und manche jünger als in Søbstad.
Auf der Insel befinden sich die Håkkårøysa, die Stabkirche Kvernes und der Steinkreis Kvernes Tingsted.